# Música culta
S'anomena també música acadèmica i és aquella que per interpretar-la necessitem cultura o formació acadèmica. A vegades s'utilitza aquest terme per diferenciar-la de la música popular, encara que a vegades dintre de la música culta també hi ha música popular.